# Campeonato Alagoano Segunda Divisão 2020
In 2020 werd de 34ste editie van het Campeonato Alagoano Segunda Divisão gespeeld voor voetbalclubs uit de Braziliaanse staat Alagoas. De competitie werd georganiseerd door de FAF en werd gespeeld van 24 november tot 16 december. Desportiva Aliança  werd kampioen.

## Eindstand
| Plaats | Club               | Wed. | W | G | V | Saldo | Ptn. |
| ------ | ------------------ | ---- | - | - | - | ----- | ---- |
| 1.     | Desportiva Aliança | 4    | 3 | 0 | 1 | 10:1  | 9    |
| 2.     | FF Sport Viçosence | 4    | 3 | 0 | 1 | 10:2  | 9    |
| 3.     | Dimensão Capela    | 4    | 3 | 0 | 1 | 9:4   | 9    |
| 4.     | Zumbi              | 4    | 1 | 0 | 3 | 3:6   | 3    |
| 5.     | Miguelense         | 4    | 0 | 0 | 4 | 0:19  | 0    |

|  | Finale om de titel |

## Finale
|                   |                    |       |                    |                                    |
| 16 december 15:00 | Desportiva Aliança | 4 – 1 | FF Sport Viçosence | Estádio Universitário/UFAL, Maceió |
| 16 december 15:00 |                    |       |                    | Estádio Universitário/UFAL, Maceió |

## Kampioen
| Campeonato Alagoano de 2020 - Segunda Divisão |
| Alagoas                                       |
| --------------------------------------------- |
| DESPORTIVA ALIANÇA Kampioen (1° titel)        |